# Classe Malina
Le unità appartenenti alla classe Malina (progetto 2020 secondo la classificazione russa) sono navi progettate appositamente per il supporto e la riparazione degli impianti propulsivi dei sottomarini nucleari. Ne sono entrate in servizio tre in tutto, tra il 1984 ed il 1991. La classificazione russa per queste navi è PM (Plavuchaya Masterskaya: officina galleggiante).

## Tecnica
Queste navi sono state progettate per il supporto e la riparazione dei propulsori dei sottomarini atomici. Possono inoltre essere utilizzate anche per il rifornimento di carburante. Le loro stive possono contenere l'equivalente di sei noccioli di reattore. Quando viene imbarcato, ogni nocciolo viene diviso in quattro parti e sistemato in altrettanti diversi compartimenti. Ogni compartimento può ospitare ben 51 contenitori di combustibile. Inoltre, queste navi sono attrezzate anche per il trasporto di combustibile nucleare “nuovo”, che è contenuto in due cisterne apposite.
Per il trasporto a bordo del combustibile esaurito, vengono utilizzate due gru che hanno una capacità di carico di ben 15 tonnellate ciascuna. Questo consente alle unità classe Malina di trasportare a bordo il combustibile esaurito direttamente dai sottomarini, oppure dalle chiatte del tipo 326M.
Queste unità, inoltre, sono provviste anche di cisterne in grado di contenere ben 450 metri cubi di liquami radioattivi (inclusi 95 metri cubi di scorie più pericolose).

## Il servizio
Le unità appartenenti alla classe Malina hanno una velocità piuttosto bassa, ed uno scafo a forma quasi quadrata: questo indica che non si tratta di navi progettate per prendere frequentemente il mare, ma piuttosto per assistere i sottomarini direttamente nei porti. Tutte le unità della classe sono state costruite presso il cantiere navale di Nikolayev, in Ucraina, e sono entrate in servizio tra il 1984 ed il 1991.
La classe doveva comprendere quattro unità.
- PTB 5: (ex PM 63), è entrata in servizio nel 1984. Oggi è ormeggiata a Severodvinsk (Flotta del Nord).
- PTB 6: (ex PM 74), è entrata in servizio nel 1985. Viene utilizzata per le operazioni di rifornimento e di trasporto delle scorie nucleari della Flotta del Pacifico.
- PTB 7: (ex PM 12), è entrata in servizio nel 1991 con la Flotta del Nord. Oggi è ormeggiata nella baia di Olenya, nella base navale di Gadzhievo. L'8 settembre 1993, a bordo di questa nave si verificò un incidente, a causa del quale diversi membri dell'equipaggio furono esposti ad alti livelli di radioattività. I motivi dell'incidente sono ancora oggi sconosciuti. Si decise di mettere temporaneamente fuori servizio l'unità, ma questo non avvenne e già un paio di mesi dopo ricevette un altro carico di combustibile nucleare esaurito. Questa nave, inoltre, imbarca anche un impianto di purificazione per le scorie dei circuiti primari di raffreddamento. Tuttavia, questo non ha mai funzionato correttamente, ed i liquami radioattivi continuano a rimanere a bordo. La nave inoltre, poiché ha imbarcato 400 tonnellate di carburante ed acqua, ha la stabilità compromessa.
- PM 16: ultima unità della classe, ne venne ordinata la costruzione su richiesta della Flotta del Pacifico. Il crollo dell'Unione Sovietica ne impedì il completamento, e questo battello venne ultimato come nave da crociera e venduto alla Grecia.